# Europa Zachodnia (region fizycznogeograficzny)
Europa Zachodnia – część Europy wyróżniana jako region w regionalizacji fizycznogeograficznej Europy zgodnej z uniwersalną klasyfikacją dziesiętną Międzynarodowej Federacji Dokumentacji. Granice Europy Zachodniej rozumianej jako region fizycznogeograficzny nie pokrywają się z granicami Europy Zachodniej rozumianej jako region polityczny. Te pierwsze opierają się bowiem na kryteriach przyrodniczych, te drugie pokrywają się z granicami państwowymi, które w tym obszarze są sztuczne. 
Region Europy Zachodniej łączy cztery wielkie jednostki fizycznogeograficzne o odmiennym charakterze: 
- izolowane, poddane silnemu wpływowi Oceanu Atlantyckiego Wyspy Brytyjskie,
- akumulacyjny, nizinny Niż Środkowoeuropejski,
- hercyński pas gór, wyżyn i basenów Pozaalpejskiej Europy Środkowej,
- należące do pasa fałdowań alpejsko-himalajskich górskie regiony alpejski i karpacki.

Regionalizacja fizycznogeograficzna Europy Zachodniej: 
2  Wyspy Brytyjskie
21 Irlandia
22 Wielka Brytania
3  pozaalpejska Europa Środkowa
31 Niż Środkowoeuropejski
32 Średniogórze Niemieckie
33 Masyw Czeski
34 Wyżyny Polskie
35 francuskie masywy i kotliny
4  region alpejski
41 Jura Szwajcarsko-Francuska
42 Północne Przedgórze Alp
43 Alpy
44 Nizina Padańska
5  region karpacki
51 Karpaty Zachodnie
52 Karpaty Wschodnie
53 Karpaty Południowe
54 Góry Zachodniorumuńskie i Wyżyna Transylwańska
55 Kotlina Panońska
56 Równiny Południoworumuńskie